# Балтийская улица (Новосибирск)
Балти́йская улица — улица в Советском районе Новосибирска.
Начинается в микрорайоне Правые Чёмы на перекрёстке улицы Труженников и улицы Шлюзовой, продолжая последнюю. Заканчивается на перекрёстке с Бердским шоссе (Р256 «Чуйский тракт»), переходя в проспект Строителей. Застройка улицы представлена шестью жилыми домами этажностью от 10 до 16 этажей, а также частным сектором. Нумерация домов начинается от Шлюзовой улицы.
В рамках проекта «Академгородок 2.0» планируется строительство развязки на перекрёстке Бердского шоссе, проспекта Строителей и Балтийской улицы.